# Hamburger Golf-Club
Der Hamburger Golf-Club e. V. wurde am 16. Januar 1906 in Hamburg gegründet; er zählt damit zu den zehn ältesten Golfclubs in Deutschland und betreibt in Rissen einen der ältesten Golfplätze Deutschlands. Der Club ist Träger des Silbernen Lorbeerblattes, der höchsten verliehenen sportlichen Auszeichnung in der Bundesrepublik Deutschland.

## Geschichte
Der Hamburger Golf-Club wurde am 16. Januar 1906 von 29 Männern gegründet. Dem Gründungsvorstand gehörten unter anderem Heinrich Albers-Schönberg (1. Vorsitzender), Alfred Otto Stammann und Friedrich Traun an. Bereits am 2. September 1906 wurde in Flottbek der Neun-Löcher-Kurs, Einheit 37, des schottischen Golfprofis John Herd eingeweiht. Am 6. Mai 1907 auf einem Golftag in Hamburg nahm der Hamburger Golf-Club als einer von acht Clubs an der Gründung des Deutschen Golf Verbandes teil.
Als der Verein 1928 ein geeignetes Gelände für einen 18-Löcher-Platz suchte, bot der Altonaer Bürgermeister Max Brauer das heutige Gelände des Falkensteiner Golfplatzes in Rissen an. Die englischen Golfarchitekten und Hauptvertreter des Goldenen Zeitalters der Golfarchitektur Colt, Alison und Morrison wurden mit der Gestaltung des neuen Kurses beauftragt. Der Warenhausmillionär und Kunstsammler Dr. Max Emden – selbst aktives Vereins-Mitglied – stiftete das Clubhaus des Golfclubs Falkenstein, das von den Architekten Schramm und Elingius im Stil des Neuen Bauens 1930 errichtet wurde. Emden wurde aufgrund seiner jüdischen Herkunft in Deutschland verfolgt und emigrierte 1933 in die Schweiz. Nach 1945 wurde das Gelände von den Briten beschlagnahmt und erst 1950 dem Hamburger Golf-Club zurückgegeben. Auf dem Golfplatz Falkenstein wurden in den Jahren 1951 bis 1999 vielfach die German Open ausgetragen.

## Erfolge und Ehrungen
- 24× Deutscher Meister[8][9]
- 5× Sieger des Europapokals für Clubmannschaften[8][9]
- Auszeichnung mit dem Silbernen Lorbeerblatt[2] durch Bundespräsident Richard von Weizsäcker im Jahr 1988[10]